# Universitat d'Humanitats i Tecnologies de parla portuguesa
La Universitat d'Humanitats i Tecnologies de parla portuguesa (en portuguès: Universidade Lusófona de Humanidades e Tecnologias, ULHT), anomenada més simplement universitat losòfona, és una universitat privada fundada l'any 1987 a Lisboa.
És la universitat privada portuguesa més gran i la principal institució del Grupo Lusófona, que administra altres universitats i col·legis a Portugal, Brasil, Cap Verd, Angola, Guinea Bissau i Moçambic. En efecte, la promoció de la lusofonia és considerada un objectiu important de la institució; els estudiants de les antigues colònies portugueses paguen matrícula reduïda.

## Història
L'any 2005, COFAC, la cooperativa titular de la universitat d'humanitats i tecnologies de parla portuguesa, va adquirir la moderna Universitat de Porto que passaria a anomenar-se Universitat de parla portuguesa de Porto.

## Organització
- Escola de Ciències i Tecnologies de la Salut
- Facultat de Ciències Econòmiques i Organitzacions
- Escola de Comunicació, Arquitectura, Arts i Tecnologies de la Informació
- Facultat de Psicologia i Ciències de la Vida
- Facultat de Ciències Socials, Educació i Administració

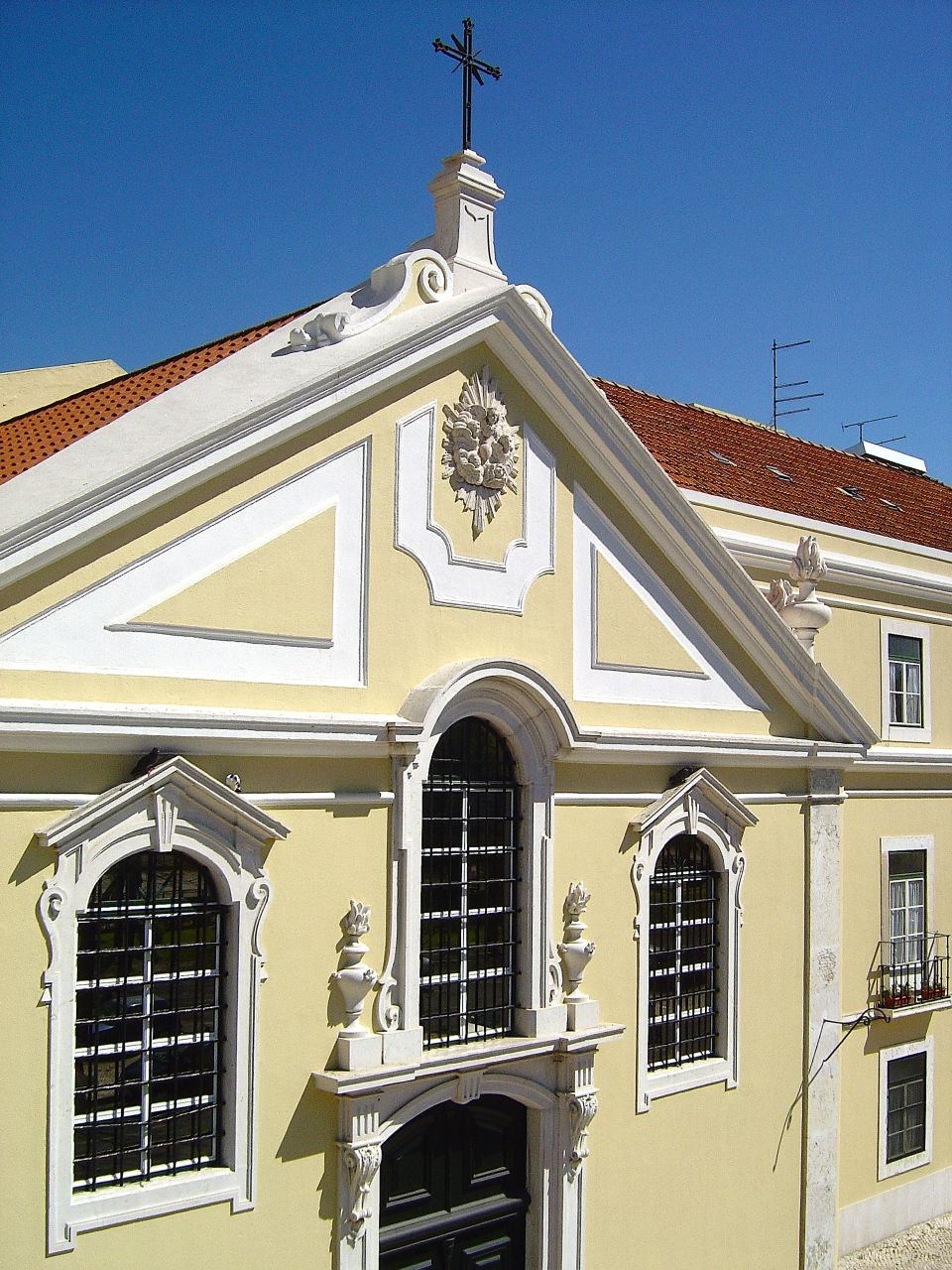
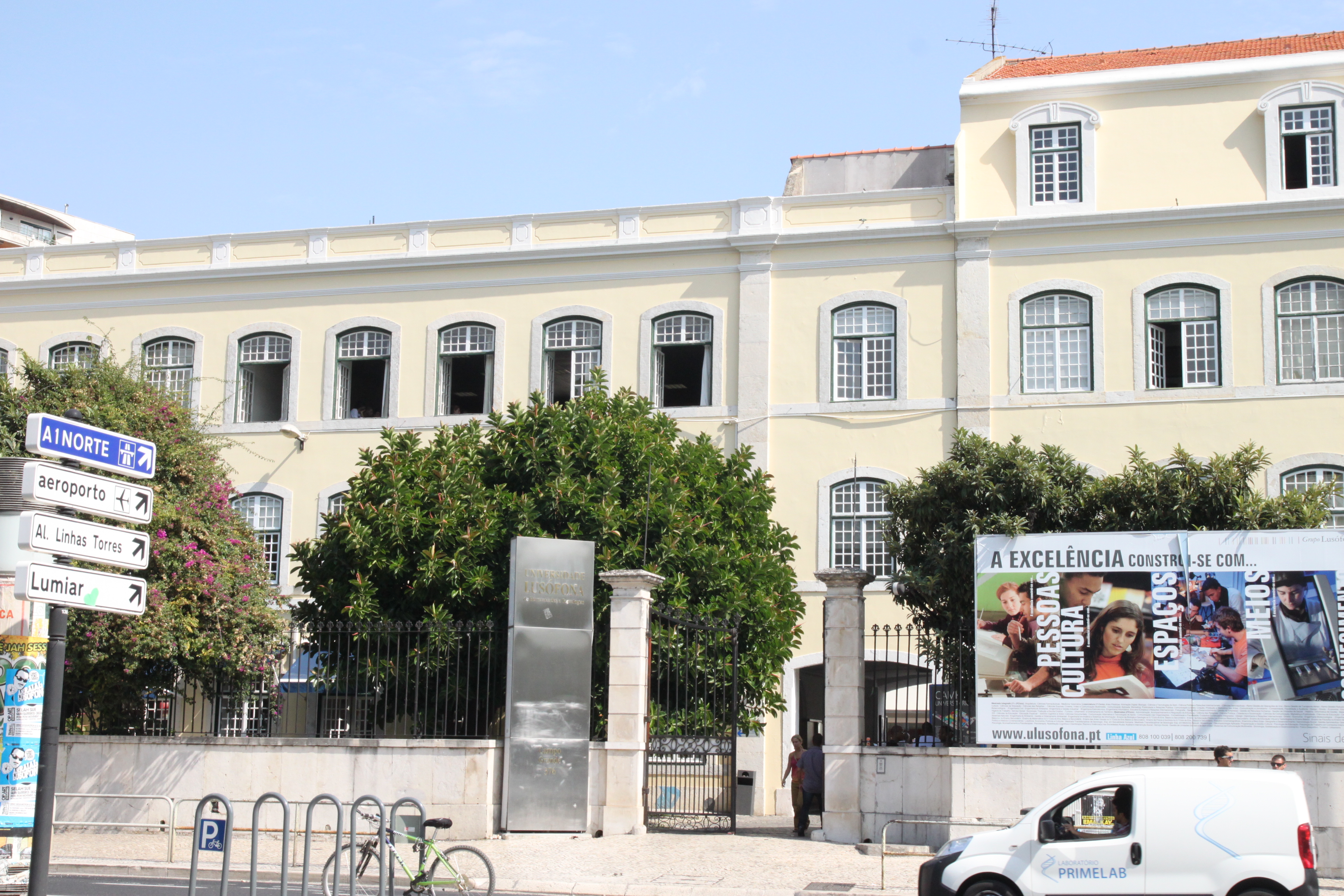
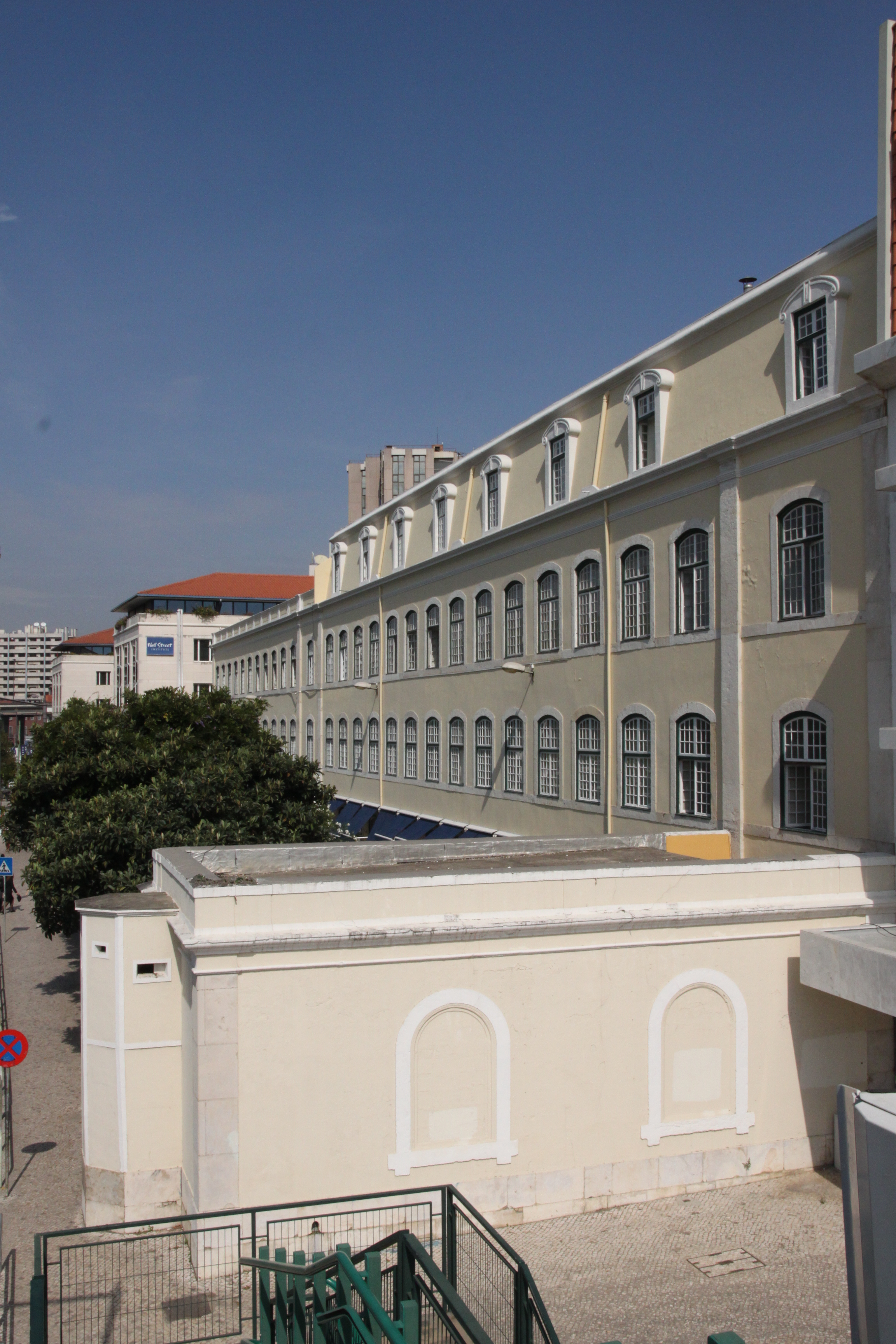

- Facultat de Dret
- Facultat d'Educació Física i de l'Esport
- Facultat d'Enginyeria
- Facultat de Veterinària
- Institut de Serveis Socials

## Antics alumnes
- Pedro Mota Soares
- Mario Ferreira
- Helena Neves
- Katya Aragão